# Torquigener hypselogeneion
Torquigener hypselogeneion är en fiskart som först beskrevs av Pieter Bleeker 1852.  Torquigener hypselogeneion ingår i släktet Torquigener och familjen blåsfiskar. Inga underarter finns listade i Catalogue of Life.